# Gesta francorum

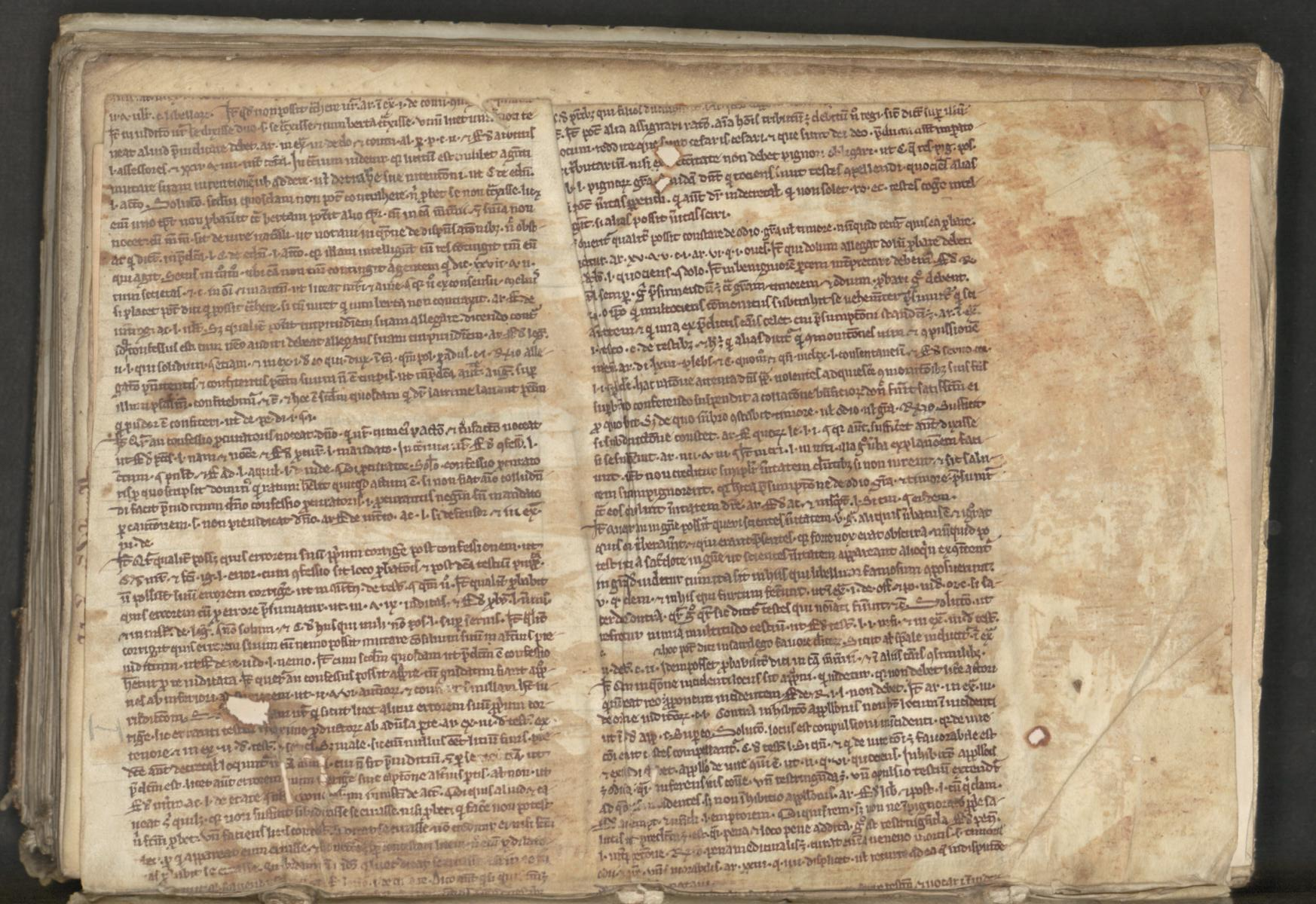
Gesta Francorum ("Las hazañas de los francos") o en su totalidad Gesta Francorum et aliorum Hierosolimitanorum ("Las hazañas de los francos y los demás peregrinos a Jerusalén") es una crónica latina de la Primera Cruzada escrita alrededor de 1100-1101 por un autor anónimo relacionado con Bohemundo I de Antioquía.

La Gesta francorum ('Gesta de los francos') es una crónica de la Primera Cruzada escrita en latín hacia 1100–1101 por un autor anónimo que participó en la misma. Su nombre completo es De gesta francorum et aliorum hierosolimitanorum ('De la gesta de los francos y los otros peregrinos de Jerusalén').
La crónica narra los hechos de la Primera Cruzada desde su lanzamiento en noviembre de 1095 hasta la batalla de Ascalón en agosto de 1099. No se conoce el nombre del autor (se le suele citar como «el Anónimo») pero sí se sabe que formaba parte del ejército cruzado reclutado por Bohemundo de Tarento en 1096 en el ducado de Apulia. Casi seguramente normando o italiano, debía tratarse de un simple caballero, no de un gran líder ni de un clérigo. El relato fue compuesto y escrito durante la Cruzada, con ayuda de un escribano que introdujo ocasionalmente comentarios propios. Al tratarse del testimonio de un testigo presencial de los hechos, la Gesta tiene un gran valor como fuente de información, en particular sobre el desarrollo día a día de la expedición (itinerario, operaciones tácticas, logística) y sobre lo que pasaba por la mente de los cruzados (cambios de moral, prejuicios contra los griegos).
Para sus contemporáneos cultivados, su autor era un «rústico». Gilberto de Nogent escribió su Dei gesta per francos (1108) basándose en la Gesta pero diciendo que el original «frecuentemente dejaba al lector aturdido con su insípida vacuidad». El monje Roberto de Reims recibió el encargo de reescribir la Gesta completa para embellecerla literaria e históricamente y Baudri de Dol también escribió una versión modificada de «esta pequeña y rústica obra». Sin embargo, el original se conservó y ha llegado hasta nuestros días, siendo una de las más valiosas fuentes contemporáneas de la Primera Cruzada.